# 2012 BX34
2012 BX34 (également écrit 2012 BX34) est un astéroïde géocroiseur d'environ 11 mètres de diamètre, découvert le 25 janvier 2012. L'objet est passé au plus près de la Terre, à seulement 59 044 km, le vendredi 27 janvier 2012 à 15h30 GMT (16h30 heure légale française).